# Ground Zero (ER)
Ground Zero is de zesde aflevering van het vierde seizoen van de televisieserie ER, die voor het eerst werd uitgezonden op 6 november 1997.

## Verhaal
Dr. Benton is in een strijd verwikkeld met zijn collega dr. Corday, volgens hem kaapte zij een moeilijke operatie voor zijn neus weg. Dit laat hem besluiten om deel te nemen in het team van dr. Romano, hetzelfde team waarin dr. Corday ook zit. 
Dr. Weaver gaat in zee met firma Synergix, deze firma is gespecialiseerd in het helpen met de financiële administratie van noodlijdende ziekenhuizen. Het advies van hen is om te snijden in personeelskosten, dit laat dr. Weaver besluiten Jeanie Boulet te ontslaan. Als Jeanie dit aan Al vertelt, vraagt hij of zij met hem naar Atlanta meegaat om daar een nieuw leven op te bouwen.
Dr. Greene heeft het nog steeds moeilijk met zijn mishandeling, hij snauwt patiënten en collega’s af. Cynthia Hooper, de nieuwe baliemedewerkster, prikt hierdoorheen en er bloeit iets moois tussen hen. 
Hathaway is druk op zoek naar geldschieters voor haar gratis kliniek. Dr. Carter brengt haar in contact met zijn oma, die een liefdadigheidsfonds beheert dat deze projecten steunt. Dr. Del Amico wordt ook uitgenodigd, zij is er niet van op de hoogte dat dr. Carter van rijke afkomst is. Als zij hierachter komt, is zij boos op dr. Carter. Ze vindt dat hij hier eerlijk over had moeten zijn tegen haar. 
Dr. Ross krijgt een telefoontje vanuit Californië, hem wordt verteld dat zijn vader is overleden bij een auto-ongeluk.

## Rolverdeling

### Hoofdrol
- Anthony Edwards - Dr. Mark Greene
- George Clooney - Dr. Doug Ross
- Noah Wyle - Dr. John Carter
- Frances Sternhagen - Millicent Carter
- Eriq La Salle - Dr. Peter Benton
- Laura Innes - Dr. Kerry Weaver
- Alex Kingston - Dr. Elizabeth Corday
- Maria Bello - Dr. Anna Del Amico
- John Aylward - Dr. Donald Anspaugh
- Paul McCrane - Dr. Robert 'Rocket' Romano
- Clancy Brown - Dr. Ellis West
- Gloria Reuben - Jeanie Boulet
- Michael Beach - Al Boulet
- Julianna Margulies - verpleegster Carol Hathaway
- Ellen Crawford - verpleegster Lydia Wright
- Lily Mariye - verpleegster Lily Jarvik
- Dinah Lenney - verpleegster Shirley
- Emily Wagner - ambulancemedewerker Doris Pickman

### Gastrol
- Taylor Negron - Mr. Prole
- Patrick Kilpatrick - Matthew Lindermulder
- Monica Parker - allergische vrouw
- Richard Edson - Vinnie La Fontaine
- Mariska Hargitay - Cynthia Hooper
- Seth Jaffe - dagvaarding bezorger
- Shaun Toub - butler
- Benjamin Brown - politieagent Franklin

en vele andere